# Henry Morgenthau senior
Henry Morgenthau (Mannheim, 26 aprile 1856 – New York, 25 novembre 1946) è stato un avvocato, imprenditore e diplomatico statunitense.

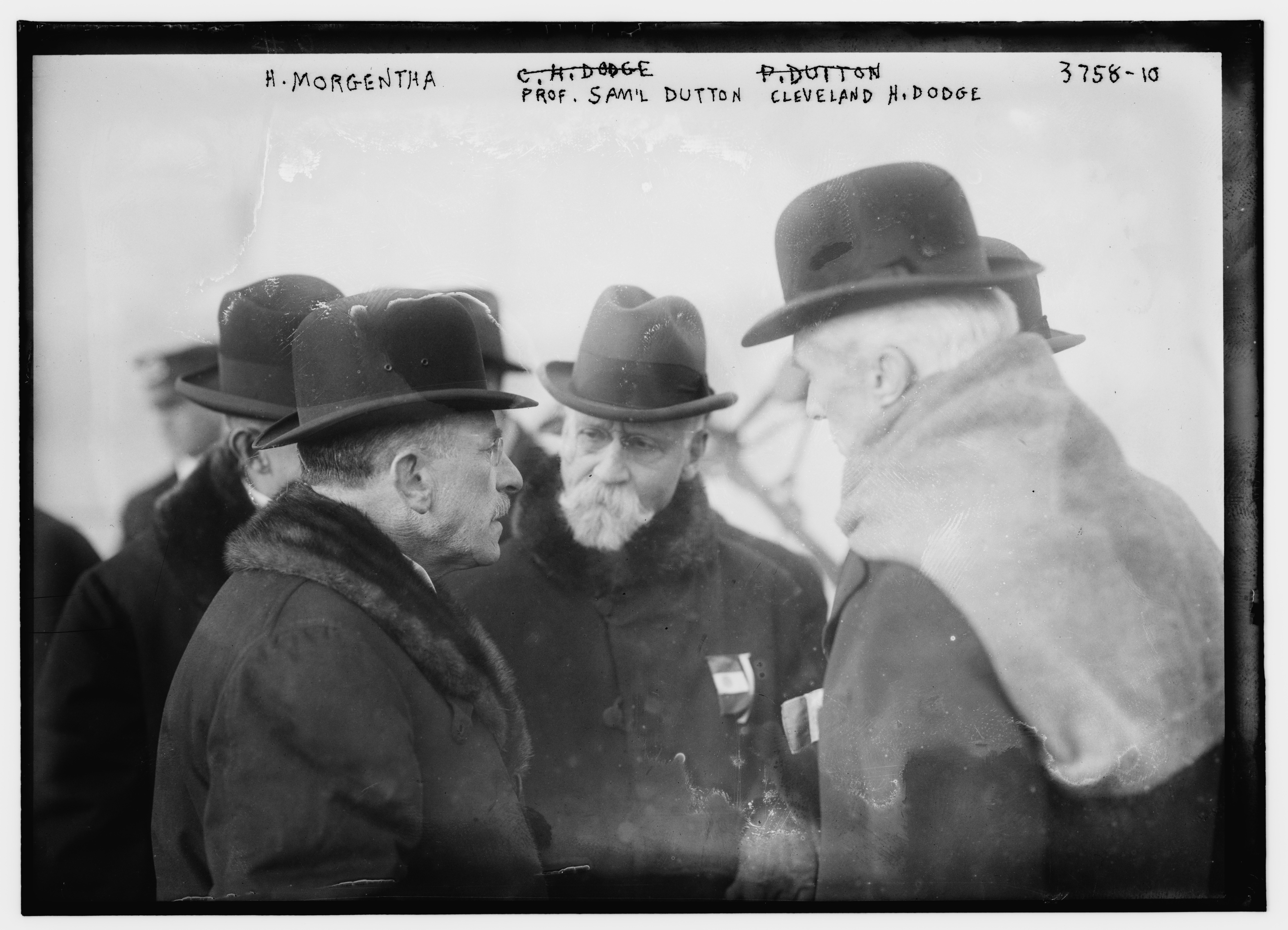
Morgenthau, Samuel Train Dutton e Cleveland Hoadley Dodgey nel 1916

Noto per aver rivestito la carica di ambasciatore americano presso l'Impero ottomano durante la Prima Guerra Mondiale, egli è considerato il più importante americano ad aver denunciato al mondo il genocidio armeno. Fu oltretutto padre del politico Henry Morgenthau Jr.. Tra i suoi nipoti si annoverano Robert M. Morgenthau, District attorney di Manhattan per 35 anni, e Barbara Tuchman, nota autrice e storica.

## I primi anni
Heny Morgenthau, nono figlio di dodici, nacque il 26 aprile 1856 a Mannheim, Granducato di Baden, da genitori ebrei aschenaziti, Lazarus e Babette Morgenthau.
Suo padre era un famigerato produttore di sigari: produceva sigari a Mannheim, Lorsch e Heppenheim, e quasi 1.000 impiegati (allora Mannheim aveva 21.000 abitanti).
Dopo aver subito una grave battuta d'arresto finanziaria durante la guerra di secessione americana a causa di un'imposta sull'importazione di tabacco del 1862, che aveva chiuso definitivamente le esportazioni di tabacco tedesche verso gli Stati Uniti, la famiglia emigrò a New York nel 1866. Lì, nonostante un discreto "gruzzolo" a disposizione, suo padre non riuscì a ristabilirsi negli affari ed anche lo sviluppo e la commercializzazione di varie invenzioni ed investimenti non ebbero successo. 
Lazarus Morgenthau riuscì a scongiurare il fallimento e stabilizzare il suo reddito, diventando un collettore di fondi per le case di culto ebraico.
Henry ha frequentato il City College di New York (BA) e si è laureato in legge alla Columbia Law School. Ha iniziato la sua carriera come avvocato e realizzato una consistente fortuna in investimenti immobiliari. Ha sposato Josephine Sykes nel 1882; hanno avuto quattro figli: Helen, Alma, Henry Jr. e Ruth. 
Morgenthau oltre ad essere stato un avvocato di successo fu anche il capo della comunità “Reform Jewish" di New York.

## Il Partito Democratico
Il successo professionale di Morgenthau gli ha permesso di contribuire generosamente alla campagna elettorale del presidente Thomas Woodrow Wilson nel 1912. Aveva conosciuto Wilson nel 1911, durante una cena per celebrare il quarto anniversario della fondazione della Free Synagogue Society. In quest'incontro i due "sembrano aver legato", segnando il "punto di svolta nella carriera politica di Morgenthau". Il suo ruolo nella politica americana aumentò nei mesi successivi e visto che il suo desiderio di diventare presidente della campagna di finanziamento non si era avverato, Wilson gli offrì il ruolo di ambasciatore dell'Impero Ottomano. Avrebbe desiderato anche un posto nel governo, ma anche questo obiettivo non ebbe seguito.

## Ambasciatore presso l'Impero ottomano

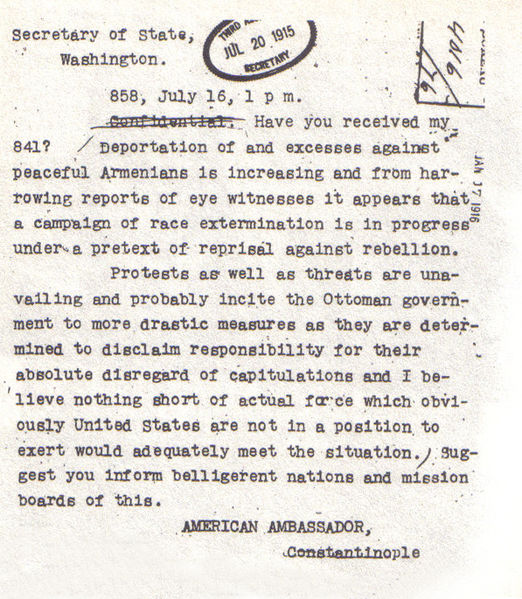
Dipartimento_di_Stato_degli_Stati_Uniti_d%27America Dipartimento di Stato nel 1915, descrive il massacro degli armeni nell'Impero Ottomano come una "campagna di sterminio razziale."

In qualità d'uno dei primi sostenitori di Wilson, Morgenthau riteneva che sarebbe stato nominato ad una posizione di governo, ma il nuovo Presidente aveva altri piani: come altri importanti americani di religione ebrea, quali Oscar Straus e Solomon Hirsch, voleva nominarlo Ambasciatore presso l'Impero Ottomano. L'ipotesi di Wilson secondo cui gli ebrei in qualche modo rappresentassero un ponte tra turchi musulmani e cristiani americani non convinceva Morgenthau, ma Wilson gli assicurò che la "Sublime porta" di Istanbul era "il luogo in cui si concentra l'interesse degli ebrei americani per il benessere degli ebrei di Palestina, ed è quasi indispensabile che io abbia una persona ebrea in quella posizione". Anche se non sionista, si impegnò fervidamente per le difficoltà dei suoi correligionari. Inizialmente, Morgenthau respinse l'offerta, ma dopo un viaggio in Europa e in Terra santa, e con l'incoraggiamento del suo amico filo-sionista, il rabbino Stephen Wise, riconsiderò la sua decisione e accettò l'offerta di Wilson. Morgenthau fu ambasciatore degli Stati Uniti presso l'Impero ottomano nel 1913 e mantenne quel ruolo fino al 1916.

Sebbene la sicurezza dei cittadini americani, per lo più missionari cristiani ed ebrei, fosse una delle principali preoccupazioni nell'Impero Ottomano all'inizio del suo incarico, Morgenthau dichiarò che il problema più preoccupante era la Questione Armena. Dopo lo scoppio della guerra, gli Stati Uniti rimasero neutrali, così l'ambasciata americana - e quindi Morgenthau - rappresentò molti degli interessi degli Alleati a Costantinopoli, in quanto questi avevano ritirato le loro missioni diplomatiche a seguito delle ostilità. Poiché le autorità ottomane avevano iniziato la campagna di sterminio degli armeni negli anni 1914-1915, la scrivania di Morgenthau veniva sommersa, quasi ogni ora, dai rapporti dai consoli americani residenti in diverse parti dell'Impero, documentando i massacri e le marce di deportazione che stavano avvenendo. 
Di fronte alle evidenze accumulate, Morgenthau informò ufficialmente il Governo degli Stati Uniti delle attività del Governo Ottomano, chiedendo di intervenire.
Il governo americano, però, rimasto neutrale nel conflitto e non volendo essere coinvolto, ebbe scarse reazioni ufficiali. Morgenthau tenne incontri ad alto livello con i leader dell'Impero Ottomano per contribuire ad alleviare la situazione degli armeni, ma le sue istanze furono respinte e ignorate. È famoso il suo monito al ministro dell'Interno Talaat Pasha: "Il nostro popolo non dimenticherà mai questi massacri". Siccome i massacri continuavano senza sosta, Morgenthau e molti altri americani decisero di formare un fondo pubblico formando un comitato di assistenza degli armeni, il “Committee on Armenian Atrocities" - Comitato per le atrocità verso gli Armeni (in seguito ribattezzato "Near East Relief" - Aiuti del Medio Oriente), raccogliendo più di 100 milioni di dollari di aiuti, l'equivalente di 1.000 milioni di dollari di oggi. Grazie alla sua amicizia con Adolph Ochs, editore del New York Times, Morgenthau assicurò una informazione giornalistica significativa sulla continuazione dei massacri, con 145 articoli pubblicati solo nel 1915. Esasperato dal suo rapporto con il governo ottomano, si dimise da ambasciatore nel 1916. Ripensando a tale decisione, tuttavia, nel suo "The Murder of a Nation" - L'assassinio di una Nazione", scrisse che aveva conosciuto la Turchia come "un luogo di orrore. Avevo raggiunto la fine delle mie risorse. Ho trovato insopportabile per di più i miei contatti quotidiani con gli uomini, pur sempre gentili e accomodanti... che erano ancora macchiati del sangue di quasi un milione di esseri umani". Le sue conversazioni con i leader ottomani e il suo racconto del genocidio armeno furono poi pubblicati nel 1918 sotto il titolo “Ambassador Morgenthau's Story".
Nel 1918, l'ambasciatore Morgenthau tenne delle conferenze negli Stati Uniti, avvertendo che i Greci e gli Assiri venivano sottoposti agli "stessi metodi" di deportazione e di "massacro", come gli armeni, e che due milioni di armeni, greci e assiri erano già morti. Nel giugno del 1917, Felix Frankfurter lo ha accompagnato, come rappresentante del Dipartimento della Guerra, in missione segreta per convincere la Turchia ad abbandonare gli Imperi centrali nello sforzo bellico, lo scopo dichiarato della missione era di "migliorare le condizioni delle comunità ebraiche in Palestina."

## Il periodo tra le due Guerre
Dopo la guerra vi fu grande interesse all'interno della comunità ebraica alla preparazione della prossima Conferenza di Pace di Parigi, da parte di gruppi sia favorevoli sia contrari ad una futura patria ebraica in Palestina. Nel marzo 1919, quando il Presidente Woodrow Wilson era in partenza per la conferenza, Morgenthau ed altri 31 importanti ebrei americani firmarono la petizione anti-sionista presentata al Congresso degli Stati Uniti da Julius Kahn;quest'ultimo e molti altri rappresentanti ebraici parteciparono alla Conferenza. Morgenthau vi partecipò come consulente per l'Europa dell'Est e il Medio Oriente e in seguito collaborò con enti correlati alla guerra, tra cui il Comitato di Soccorso per il Medio Oriente, La Commissione dei rifugiati Greci e la Croce Rossa Americana. Nel 1919 ha diretto la Missione d'Inchiesta del Governo degli Stati Uniti in Polonia che generò la Relazione Morgenthau. Nel 1933 fu rappresentante Americano alla Conferenza di Ginevra.

## Morte
Morì nel 1946 a seguito di una emorragia cerebrale, a New York, è sepolto a Hawthorne, NY. Suo figlio, Henry Morgenthau Jr., è stato Segretario del tesoro. Sua figlia, Alma Wertheim, era la madre della storica Barbara Tuchman.

## Pubblicazioni
Ha pubblicato numerosi libri. La Library of Congress raccoglie circa 30,000 documenti delle sue carte personali.
- Ambassador Morgenthau's Story (1918). Garden City, N.Y.: Doubleday.
- The Secrets of the Bosphorus (1918) Hutchinson &ampersand; Co., London.
- The Morgenthau Report (October 3, 1919) sul presunto maltrattamento degli ebrei da parte dei polacchi.
- "All In a Lifetime" (Garden City, New York: Doubleday, Page & Co, 1925), 454 pages, 7 illustrations.
- I was sent to Athens (1929) il suo lavoraro per i rifugiati greci.
- The Murder of a Nation (1974). Prefazione di W. N. Medlicott. New York: Armenian General Benevolent Union of America.

### Documenti ufficiali
- Ara Sarafian (ed.): United States Official Records On The Armenian Genocide. 1915-1917, Gomidas Institute, Princeton & London 2004 ISBN 1-903656-39-7